# Åmotsdal
Åmotsdal is een dal en een dorpje binnen de gemeente Seljord  in de provincie Telemark in Noorwegen. Åmotsdal is een klein bergdorp met ongeveer 200 inwoners. De gehuchten Langlim, Dyrlandsdalen en Lisleherad horen bij Åmotsdal.
Met de auto is het ongeveer een half uur rijden naar Seljord en naar Rauland, waar meer dan 20 skipistes te vinden zijn. Het museum over Eva Bull Holte en het Handverkstunet op het eigendom Sneie zijn elke zomer open.

## Wintersport
De sneeuwzekere winter duurt in Åmotsdal gemiddeld 6 maanden, van medio oktober tot medio april. Dit geeft volop gelegenheid tot wintersport. Vanaf winter 2013-2014 heeft Åmotsdal de beschikking over een eigen piste. Deze is in eerste instantie vooral ingericht voor kinderen, maar wordt stapsgewijs uitgebreid. De piste is voorzien van een sleeplift.
's Winters worden in en rond Åmotsdal meerdere langlaufpistes (langrennsløyper) in alle moeilijkheidsgraden onderhouden, variërend van "eenvoudig en geschikt voor beginners" tot "uitdagend voor zelfs de gevorderden".
Eveneens wordt 's winters op elke woensdagavond (mits het niet te koud is) de skicarussel georganiseerd: een verlichte langrennsløype, waar jong en oud zich kunnen uitleven.

## Kerk
Het kerkje van Åmotsdal is een houten kruiskerk, ingewijd in 1792. Het is gebouwd op de plek waar vroeger een staafkerk stond. Het kerkje is gebouwd door Jarand Rønjom, een kunstenaar en handwerker uit Åmotsdal, en heeft zitplaatsen voor 200 mensen.

## Landbouw
In de bergweides in en rond Åmotsdal zijn 's zomers geiten, schapen en koeien te vinden. In het dorp geproduceerde geitenkaas en schapenvachten zijn te koop in de plaatselijke supermarkt.
In Åmotsdal wordt vooral aan veeteelt gedaan, aangezien de meeste landbouwgronden op te steile hellingen liggen om bewerkt te worden. Mede daarom is schapen- en geitenhouderij belangrijk voor het dal. Meestal gebeurt dit op kleine landbouwgebieden, die aan families toebehoren. Naar Nederlandse maatstaven is de veehouderij bijzonder kleinschalig: de grootste veehouderij in Åmotsdal telt 16 koeien en een aantal stuks jongvee. Het houden van grotere aantallen rundvee is niet mogelijk, omdat de weiden relatief weinig voer kunnen produceren als gevolg van het korte groeiseizoen.
Het cultuurlandschap in Åmotsdal wordt gezien als zeer waardevol, vanwege de grote inspanningen die de vroegere generaties hebben moeten leveren om het land bruikbaar te maken, maar ook vanwege de biodiversiteit die de verschillende ingrepen van de mens hebben mogelijk gemaakt. Het ruige landschap, dat moderne landbouw in Åmotsdal zo moeilijk maakt, heeft het mogelijk gemaakt dat vele verschillende soorten in Åmotsdal kunnen overleven.

## Rosemaling
In Åmotsdal is een bekende schilderes woonachtig, Bjørg Oseid Kleivi, die zich heeft gespecialiseerd in het traditionele rosemaling. Ze heeft meerdere prijzen gewonnen en een aantal boeken over rosemaling uitgegeven. Ze geeft cursussen en is bijzonder populair in de Verenigde Staten. Bij meerdere rosemaling-wedstrijden, zowel in Noorwegen als in de Verenigde Staten, heeft zij opgetreden als jurylid.

## Foto's

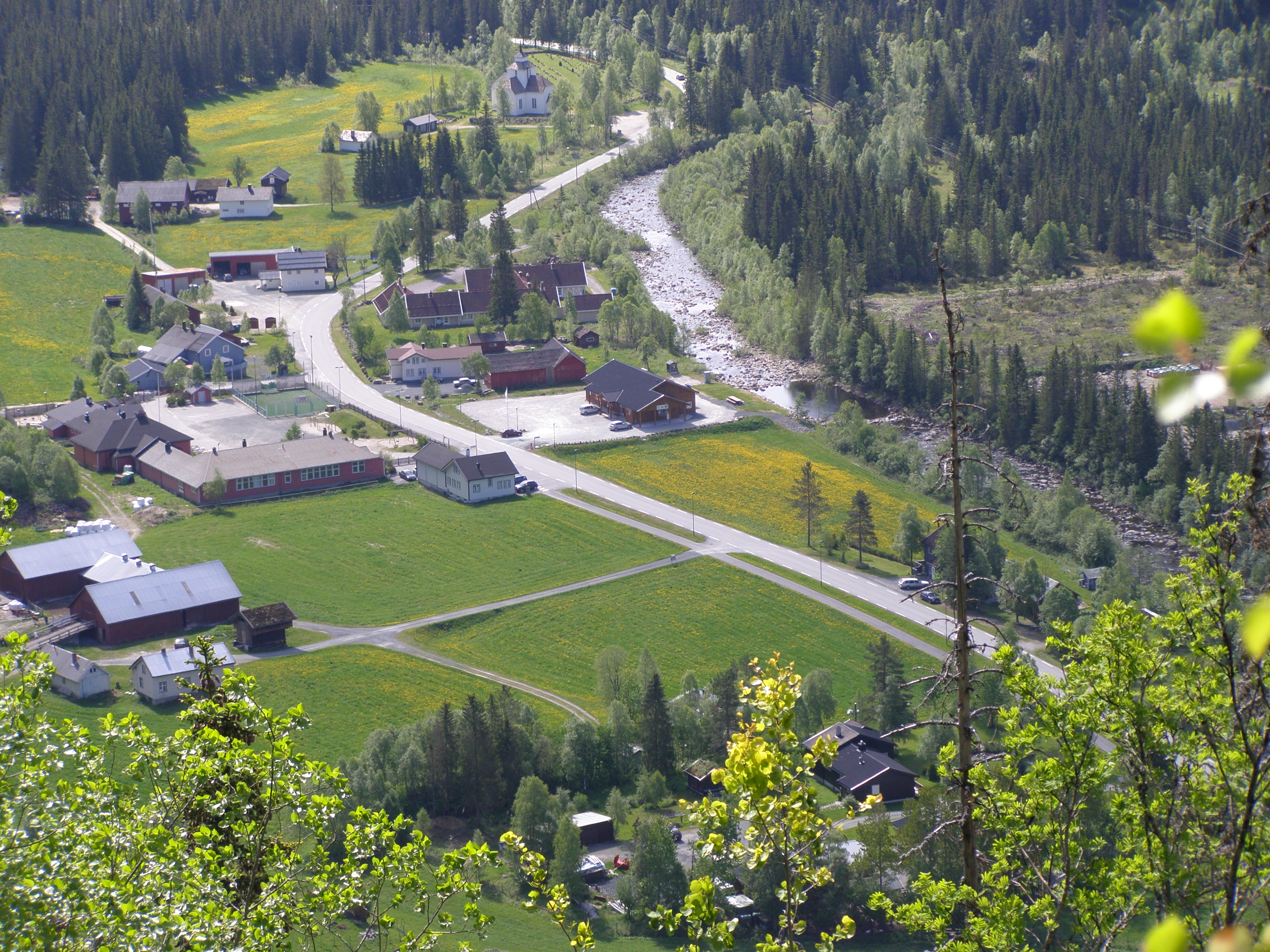
Uitzicht tijdens wandeling naar de bergtop Ramnuten
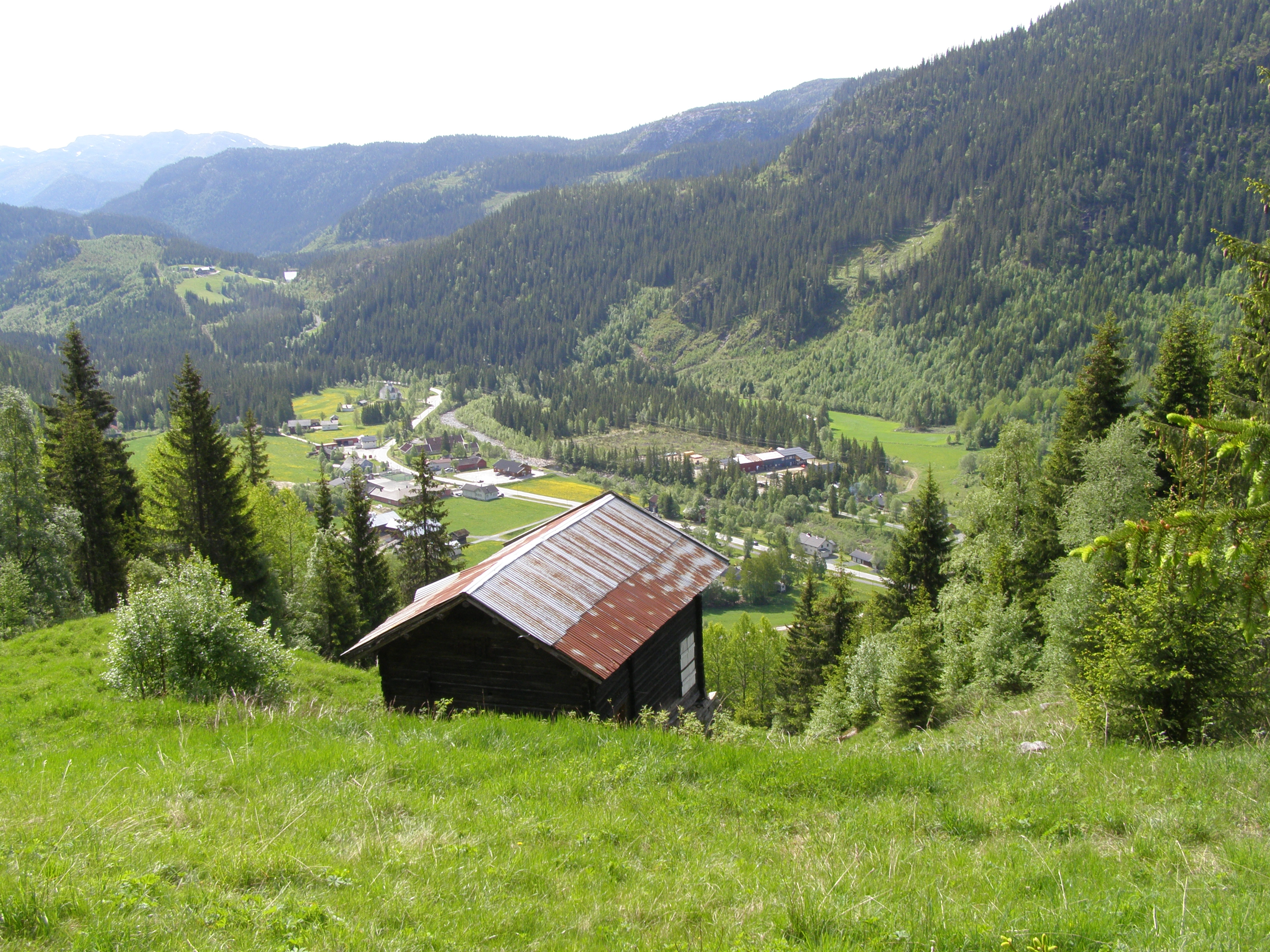
Uitzicht vanaf de hut Kvammen
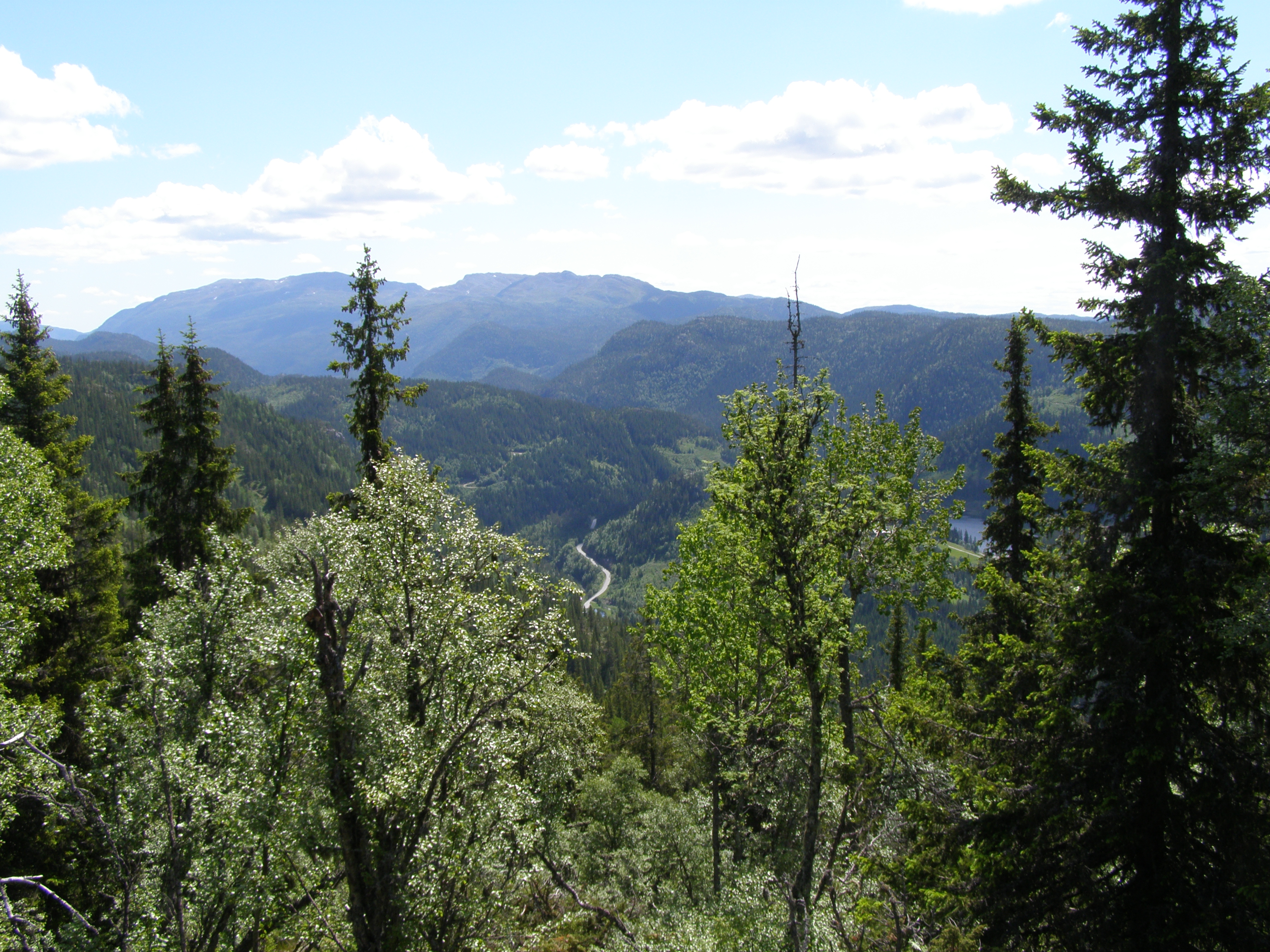
Uitzicht vanaf de Ramnuten